# Alfred Marquiset
 (novembre 2016).
Si vous disposez d'ouvrages ou d'articles de référence ou si vous connaissez des sites web de qualité traitant du thème abordé ici, merci de compléter l'article en donnant les références utiles à sa vérifiabilité et en les liant à la section « Notes et références ».
Alfred, comte Marquiset (né le 15 octobre 1866 à Gray et mort le 24 mars 1920 dans le 16e arrondissement de Paris), est un homme de lettres français.

## Biographie
Fils de Léon Marquiset, magistrat et conseiller général de Haute-Saône, et petit-fils du député François Jobard, ainsi que petit-neveu d'Armand Marquiset, 
Marié à Mlle Benoist de Laumont, il est le père d'Armand Marquiset et le grand-père de l'épouse de François Terré.
Il a collaboré à L’Événement (1893), Le Chat Noir, Le Supplément à La Libre Parole, au Plébiscite, au Petit Caporal (1897-99), au Tintamarre, à L’Aiglon.
Il est élu membre associé correspondant de l'Académie des sciences, belles-lettres et arts de Besançon et de Franche-Comté en 1905.

## Publications
- Grayloiseries
- Rasures et Ramandons (recueil de poésies comtoises)
- Le Vicomte d'Arlincourt, prince des romantiques, Paris, 1909.
- Une merveilleuse Mme Hamelin, 1776-1851, libr. Honoré Champion (1909), 305 p.
- Quand Barras était roi, Paris, Émile-Paul, 1911, 251 p. (présentation en ligne, lire en ligne).
- La Célèbre Mlle Lenormand, Paris, Honoré Champion, 1911, 185 p., in-16 (OCLC 420029934, BNF 30889723)
- Les Bas-bleus du Premier Empire, libr. Honoré Champion (1913)
- Romieu et Courchamps, éd. Émile-Paul Frères, Paris (1913)
- Jeux et Joueurs d'autrefois , Paris, 1917.
- Le « Don Juan noir » : Le Chevalier Saint-George , 1919.

## Distinctions
- Chevalier de la Légion d'honneur
- Croix de guerre 1914–1918